# Томаш Хрнка
Томаш Хрнка (слч. Tomáš Hrnka — Њитра, 11. новембар 1991) професионални је словачки хокејаш на леду који игра на позицијама централног нападача.
Члан је сениорске репрезентације Словачке за коју је на међународној сцени дебитовао на светском првенству 2016. године.
Као играч Кошица освојио је две титуле првака Словачке у сезонама 2013/14. и 2014/15.